# Dendrophyllia ijimai
Dendrophyllia ijimai is een rifkoralensoort uit de familie van de Dendrophylliidae. De wetenschappelijke naam van de soort is voor het eerst geldig gepubliceerd in 1934 door Yabe & Eguchi.